# Coroana Reginei Adelaide
Coroana Reginei Adelaide a fost coroana consoartă a lui Adelaide de Saxa-Meiningen, soția Regelui William al IV-lea al Regatului Unit. Aceasta a fost folosită la încoronarea lor în 1831. Curând după aceea, toate bijuteriile au fost scoase și nu a mai fost purtată niciodată de atunci.

## Motive pentru creare
De la 1690, reginele consoarte engleze și britanice au fost încoronate folosind Coroana Reginei Mary de Modena, realizată pentru soția regelui Iacob al II-lea al Angliei. Cu toate acestea, utilizarea continuă a acestei coroane a fost aspru criticată, din motive de vârstă, dimensiuni, stare și pentru că era percepută a fi prea teatrală și lipsită de demnitate. În pregătirile pentru încoronarea din 1831, s-a stabilit că această coroană era „nepotrivită pentru utilizarea de către Majestatea sa”. Astfel, s-au făcut planuri pentru crearea unei noi coroane consoartă.

## Design
Noua coroană a urmat tradiția coroanei britanice de a avea patru jumătăți de arcadă, unindu-se într-un glob, pe care stă așezată o cruce. Regina a avut obiecții cu privire la practica standard de a închiria diamante și bijuterii pentru coroană, înainte de utilizarea acesteia. Ca alternativă, s-au folosit diamante din colecția ei privată de bijuterii. După încoronare, diamantele au fost toate scoase, iar coroana păstrată ca atare.

## Istorie ulterioară
Începând cu Regina Adelaide, toate reginele consoarte britanice au avut propriile lor coroane consoarte special realizate pentru ele, în loc să poarte coroanele oricărei dintre predecesoarele lor. Coroane consoarte ulterioare au fost realizate pentru Alexandra a Danemarcei (1902), Mary de Teck (1911) și Elizabeth Bowes-Lyon (1937).
Coroana Reginei Adelaide, fără bijuterii și aruncată de către familia regală, a fost împrumutată Muzeului Londrei de familia Amherst din 1933 până în 1985. Aceasta a fost achiziționată de către Asprey, în 1987, și mai târziu a fost achiziționată de Jefri Bolkiah, Prinț al Bruneiului, care a prezentat-o Regatului Unit. Aceasta a fost evaluată la £425.000 în 1995 cu scopul de a o exporta în Statele Unite. Cererea a fost retrasă în cursul unei reexaminări de către Reviewing Committee on the Export of Works of Art. Acum face parte din Colecția Regală și este expusă publicului în Turnul Martin din Turnul Londrei din anul 1996.